# Macroramphosus
Macroramphosus (Lacepède, 1803) è un genere di pesci marini appartenenti alla famiglia Centriscidae.

## Distribuzione e habitat
Il genere ha distribuzione cosmopolita con l'eccezione dei mari polari. Nel mar Mediterraneo è presente M. scolopax.
Sono pesci pelagici che vivono in banchi nei piani circalitorale e batiale.

## Descrizione
Hanno aspetto caratteristico con muso allungato tipico dei Syngnathiformes e il secondo raggio della pinna dorsale ingrossato.
Sono pesci di taglia medio-piccola che non supera i 20 cm.

## Biologia

### Comportamento
Vivono in banchi.

### Alimentazione
Si nutrono di zooplancton.

## Tassonomia
Il genere comprende 2 specie:
- Macroramphosus gracilis
- Macroramphosus scolopax